# Siegfried Woldhek
Siegfried Woldhek (Emmen, 14 mei 1951) is een Nederlands kunstenaar, illustrator en natuurbeschermer. Hij was directeur van Vogelbescherming Nederland en van het Wereld Natuurfonds Nederland. Hij heeft de non-profitorganisatie NABUUR.com opgericht.

## Biografie
Na zijn studie biologie aan de Vrije Universiteit te Amsterdam ging Woldhek werken bij Vogelbescherming Nederland. Daar was hij van 1985 tot en met 1990 directeur. Hij verruilde deze positie voor een aanstelling als directeur van het Wereld Natuurfonds Nederland. Die functie vervulde hij tot 1998. Vanaf 2002 tot en met 2011 bestierde hij NABUUR.com, een internetorganisatie waarvan hij oprichter is.
Woldhek is het meest bekend door zijn portretten en karikaturen van schrijvers en politici die hij sinds 1976 maakt voor boeken, tijdschriften, kranten en museale collecties, waaronder het Metropolitan Museum of Art in New York, Vrij Nederland en NRC Handelsblad. Ook tekent hij vogels. In 2008 legde hij in een TED-presentatie uit hoe hij als ervaren portrettist het ware gezicht van Leonardo da Vinci ontdekte.
Woldhek maakt jaarlijks een portret van de winnaar van de Jan Wolkers Prijs.

## Onderscheidingen
- 2002 benoemd tot officier in de Orde van de Gouden Ark door prins Bernhard, voor zijn bijdragen aan natuurbescherming
- 2002 G.H. 's-Gravesande-prijs, voor literaire prestaties, voor schrijversportretten
- 2011 Inktspotprijs, voor de politieke spotprent van het jaar